# 75B

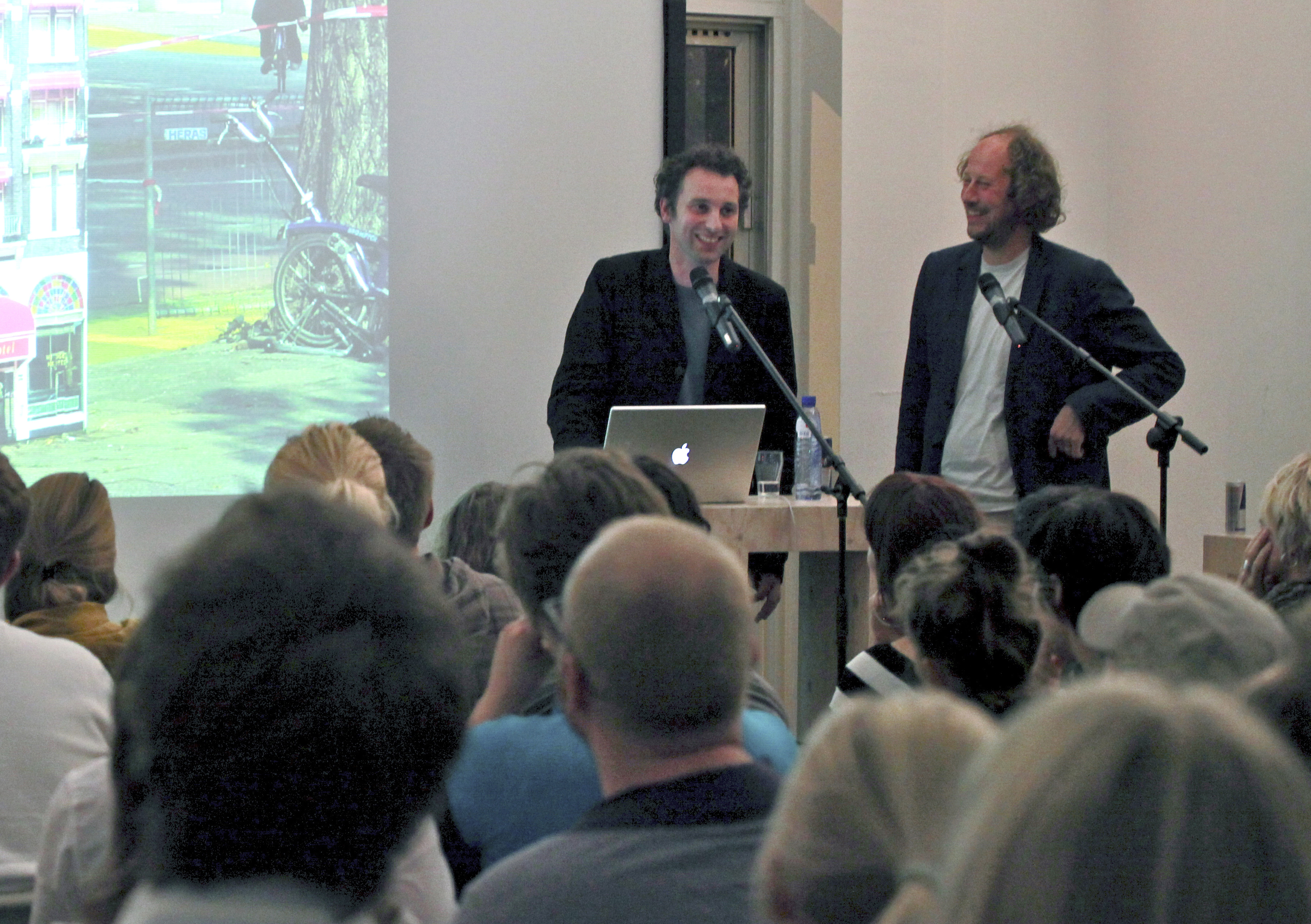
Rens Muis en Pieter Vos (75B) geven een lezing in Groningen

75B is een grafisch ontwerpatelier uit Rotterdam.
Het bedrijf werd in 1997 opgericht door Robert Beckand, Rens Muis en Pieter Vos, die elkaar kenden van hun studie aan de Willem de Kooning Academie in Rotterdam. In 2006 werkten ze in het Art Center College of Design in Pasadena, Californië. In 2009 verliet Beckand het atelier; Muis en Vos bleven samenwerken.
Van 75B wordt gezegd dat het de typische kenmerken heeft van het moderne Nederlandse design, zoals eenvoud, helderheid en ironie.

## Opdrachten
Het atelier ontwierp de huisstijl voor onder meer het International Film Festival Rotterdam, Ro Theater, Van Abbemuseum, de expositie over Salvador Dali voor Museum Boijmans van Beuningen en Codarts.

## Vrij werk
Ze maken ook werk zonder opdrachtgever en hadden exposities in de Fons Welters Galerie in Amsterdam; hun werk maakt deel uit van de collecties van het Stedelijk Museum Amsterdam, het San Francisco Museum of Modern Art en Museum of the Image in Breda.

## Prijzen
75B won van de International Museum Communication Awards de 'Silver Award Corporate Design' (Rotterdam 2007 City of Architecture) en tijdens de Dutch Design Awards 2010 de prijs voor Beste Visuele Identiteit voor het RO Theater.